# ماریاتا تاپیولا
ماریاتا تاپیولا (زاده ۳۰ آوریل ۱۹۵۱،پی‌ینه تاواستیا، فنلاند) نقاش اهل فنلاند است.
در زمان پیشرفت او در دهه ۱۹۸۰، سبک هنری نئواکسپرسیونیسم محبوبیت پیدا کرد اما هنر تاپیولا لزوماً در این سبک نمی‌گنجید.
برخی از عناصر معمولی در نقاشی‌های تاپیولا ،مینوتور، اسب‌ها و جمجمه‌ها هستند. کارهای اخیر وی اغلب شبکه‌ای از خطوط را در پس زمینه کم رنگ نشان می‌دهند.

## پیشینه
تاپیولا بین سال‌های ۱۹۶۹ تا ۱۹۷۴ دردانشکده هنرهای زیبا، هلسینکی تحصیل کرد. و اولین نمایشگاه هنری او در سال ۱۹۷۳ در یووسکوله فنلاند برگزار شد. تاپیولا در طول دوران حرفه‌ای خود جوایز متعددی دریافت کرده‌است. در سال ۲۰۰۴ به او مدال نشان شیر فنلاند اهدا شد.